# 華航集團
華航集團是中華民國一個以航空運輸產業為核心的企業集團，由中華航空、華信航空、臺灣虎航及臺灣飛機維修股份有限公司等主要公司，以及華膳空廚、華夏股份有限公司、華航大飯店股份有限公司（台北諾富特華航桃園機場飯店）、華儲股份有限公司、華旅網際旅行社、桃園航勤等子公司所組成。除此之外，旗下更涉足擁有地面代理公司、航空貨運公司、清洗制服業務、機內免稅品販售等旗下子公司。

## 概述
集團現任總裁是。集團總部設於桃園市大園區航站南路一號的華航園區。集團主公司中華航空、臺灣虎航及華信航空的基地分別位於臺灣桃園國際機場和臺中國際機場。中華航空亦於2010年9月14日正式與天合聯盟簽約，正式開始入盟前的準備程序；2011年9月28日成為正式會員，為台灣首間加入國際航空聯盟的航空公司。華信航空亦在同日成為華航在天合聯盟旗下的附屬成員。
目前華航集團航網達到30個國家地區的160個航點，其中包含了華信及台虎未與華航重疊的航點。華航集團旗下航空公司的機隊目前共有108架飛機。由於航網擴增、航機增加以及機隊汰換等多重因素，華航集團旗下航空公司的機隊已經在2015年突破100架，並已經確定在未來持續引進新機以進行機隊更新。
目前集團內三大航空公司的專業分工為：中華航空負責台灣大型樞紐機場出發的國際傳統客貨航空運輸及地勤代理服務；華信航空則是負責提供台灣中小型次級機場出發的國際傳統客貨運及地勤代理服務，還有國內航線的市場鞏固與開發任務；台灣虎航則是負責台灣各座機場出發的國際線低成本航空運輸服務及較為艱困之國際區域航線的市場開拓任務，還有低成本航空的地勤代理服務。
除了航空運輸的本業外，華航集團也同步跨足進入航空周邊相關產業，包含空中廚房、地勤代理、旅行社、飯店、過境旅館、航空貨運、飛機維修、清洗制服、免稅品販售、過境貨物儲存以及飛機部分零組件生產等周邊產業，但近年也跨出航空相關產業亦發展新契機，如公寓管理、資訊系統管理、GPS系統設計等，亦獲得不錯成績。

## 旗下企業

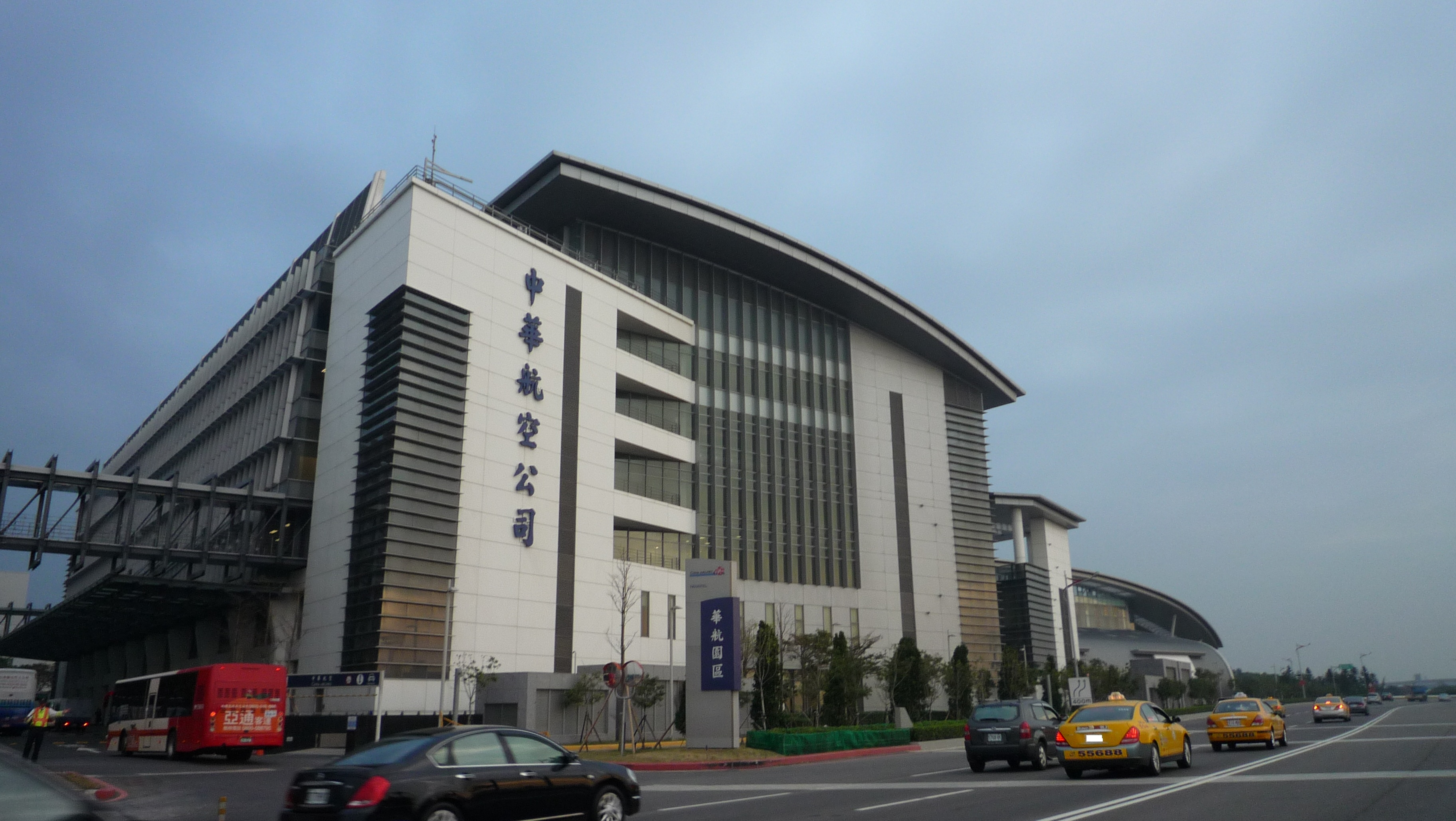
位於桃園國際機場的華航園區（華航總部）

空運：
- 中華航空
- 華信航空
- 臺灣虎航（低成本航空）
- 臺灣飛機維修公司

其他：（僅列舉部分公司）
- 華膳空廚
- 華夏航科
- 華航大飯店股份有限公司（台北諾富特華航桃園機場飯店） （页面存档备份，存于）
- 華儲股份有限公司 （页面存档备份，存于）
- 臺灣航勤股份有限公司
- 桃園航勤股份有限公司
- 先啟資訊系統（股）公司 （页面存档备份，存于）
- 高雄空廚